# 太乙救苦天尊

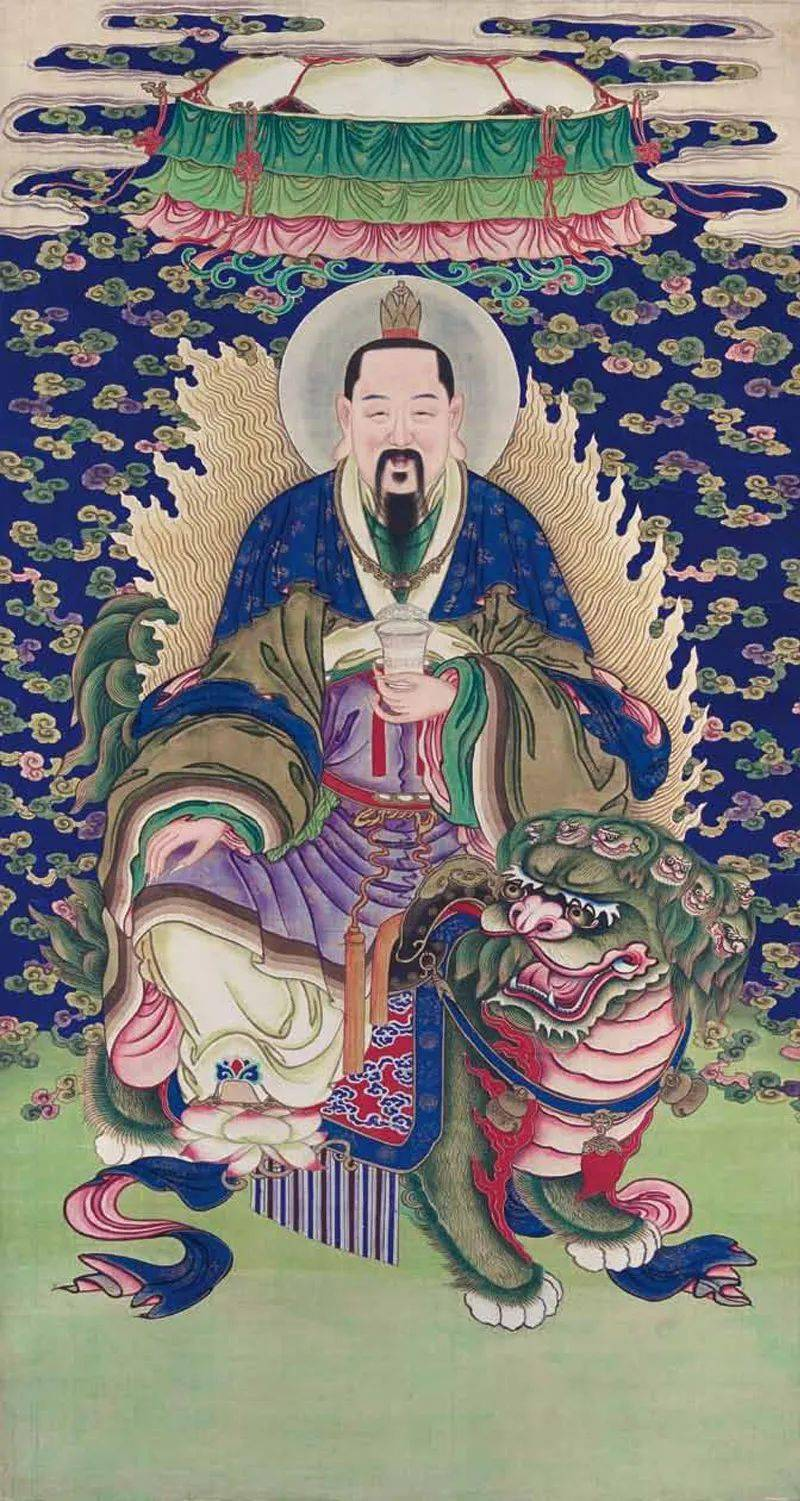
太乙救苦天尊（清代の絵画）

太乙救苦天尊（たいいつきゅうくてんそん）は、道教の神格で、苦難からの救済と地獄の亡魂を救う慈悲の神として信仰される。正式神号を東極妙厳青華大帝（とうごくみょうごんせいかたいてい）といい、六御の一柱に列される。仏教の地蔵菩薩と習合される救済神的性格を持つ。

## 概要
六御の高位神として昊天至尊玉皇上帝の慈悲的側面を体現し、主に『太上洞淵神呪経』『太乙救苦護身妙経』などの道教経典に説かれる。地獄解脱の儀礼「煉度儀」において中核的な役割を果たす。

## 信仰

### 神格的特徴
- 十方世界を照らす「九色蓮華」を神座とする
- 地獄の十殿を巡り亡者を救済（「三途川」の概念と関連）
- 動物霊の救済を通じ畜生道解脱を司る
- 頭部に九陽巾を戴き、九頭獅子に騎乗する

### 祭祀文化
中元節（旧暦7月15日）に祭祀が集中し、斎醮（道教儀礼）では霊宝派が重要視する。台湾や香港では盂蘭盆会と習合した「青玄醮」が行われる。日本では陰陽道の影響で泰山府君祭との関連が指摘される。

## 道教体系における位置付け
| 正式名称                                                    | 通称・別称            | 職掌                 |
| ----------------------------------------------------------- | --------------------- | -------------------- |
| 昊天至尊玉皇上帝 （こうてんしそんぎょくこうたいてい）       | 玉皇大帝              | 天道の統治           |
| 中天紫微北極大帝 （ちゅうてんしびほっきょくたいてい）       | 北極紫微大帝          | 四季・日月星辰の管理 |
| 勾陳上宮天皇大帝 （こうちんじょうぐうてんこうたいてい）     | 天皇大帝              | 三才万物・兵革の統率 |
| 承天效法后土皇地祇 （しょうてんこうほうこうどこうちき）     | 后土                  | 陰陽調和・万物生育   |
| 東極妙厳青華大帝 （とうごくみょうごんせいかたいてい）       | 太乙救苦天尊          | 救済事業・地獄解脱   |
| 南極神霄玉清大帝 （なんきょくしんしょうぎょくせいたいてい） | 南極老人 （長生大帝） | 寿命管理・雷法統括   |

※「六御」は三清に次ぐ道教最高神群。神霄派では「長生大帝」の称が用いられるが、日本では「南極老人」の名で寿老人信仰と習合。

## 図像学的特徴
- 神容：青年帝王形と老君形の二系統が存在
- 持物：甘露瓶（苦痛洗浄）・蓮華（清浄象徴）・仙杖（冥界開扉）
- 坐騎：九頭獅子（「九霊元聖」の称号あり）
- 光背：九色円光（九つの慈悲を表現）